# Itarana
Itarana este un oraș în unitatea federativă Espírito Santo (ES) din Brazilia.

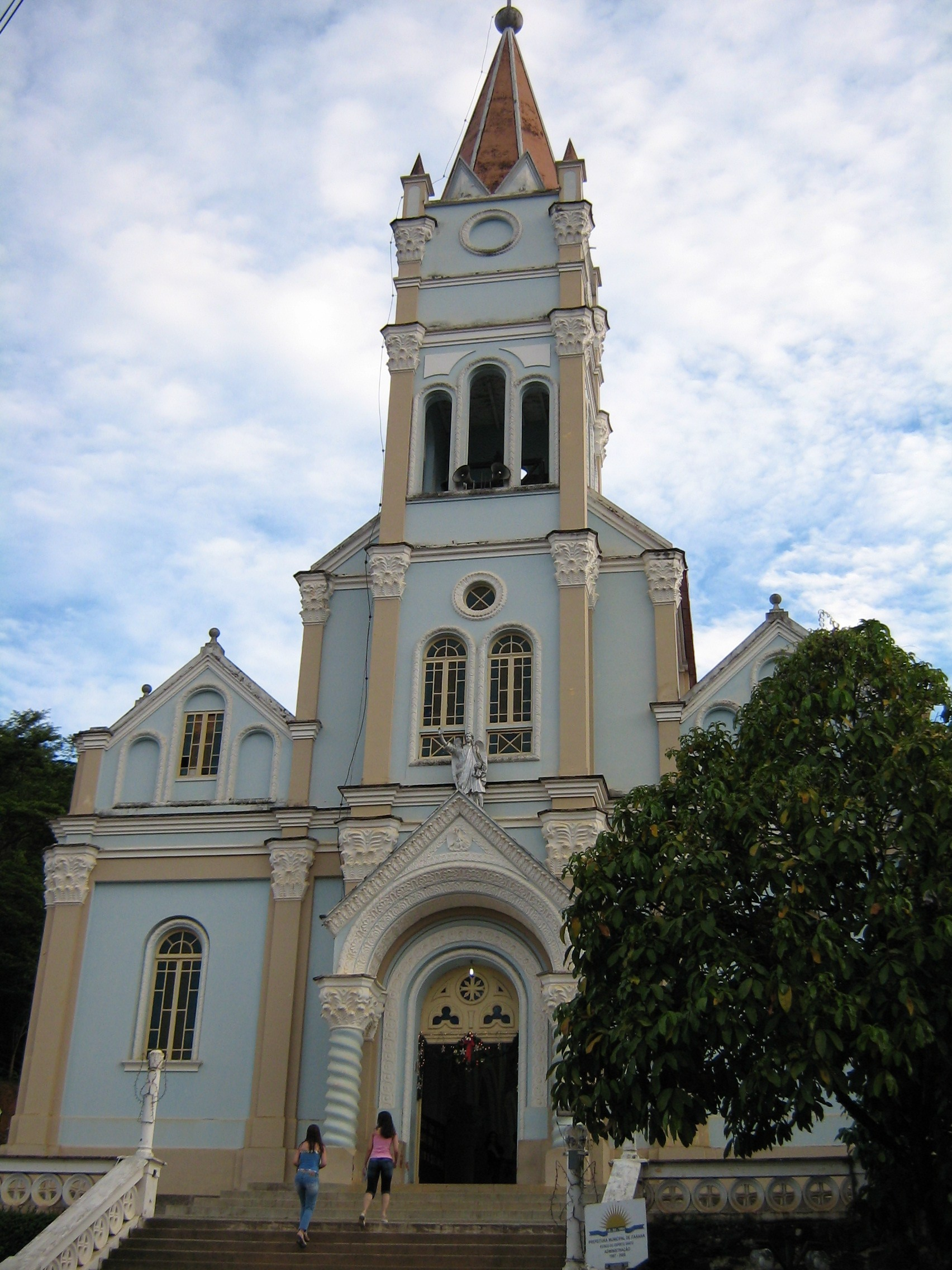
Biserica Catolică